# Michael Nylander
Michael Gunnar Nylander (* 3. října 1972, Stockholm) je bývalý švédský lední hokejista. Nastupoval především na postu středního útočníka. Se švédskou reprezentací se stal dvakrát mistrem světa (1992, 2006), třikrát s ní na světovém šampionátu bral stříbro (1993, 1997, 2004) a třikrát bronz (1999, 2002, 2010). Na MS 1997 byl vyhlášen nejlepším útočníkem turnaje, na MS 1993 zaznamenal nejvíce asistencí. Zúčastnil se také olympijských her v Naganu roku 1998 a v Salt Lake City roku 2002 (v obou případech skončili Švédové na 5. místě). Má též stříbro z mistrovství světa juniorů 1992, i na tomto turnaji byl vyhlášen nejlepším útočníkem a byl i nejlepším střelcem. Ve švédské nejvyšší soutěži hrál za AIK Stockholm. Hrál ale též nejvyšší soutěž finskou (za JYP Jyväskylä, Kärpät Oulu, Jokerit Helsinky), švýcarskou (HC Lugano, ZSC Lions, EHC Kloten), ruskou (SKA Petrohrad, Ak Bars Kazaň), italskou (HC Bolzano) a zahrál si také v patnácti ročnících severoamerické NHL, a to v klubech Hartford Whalers, Calgary Flames, Tampa Bay Lightning, Chicago Blackhawks, Washington Capitals, Boston Bruins a New York Rangers. Několikrát byl též poslán do AHL, kde hrál za Springfield Indians, Grand Rapids Griffins a Rochester Americans. V základní části NHL odehrál 920 zápasů a dosáhl 679 kanadských bodů (209 gólů), což z něj činí 59. nejúspěšnějšího Evropana a 16. Švéda v dějinách NHL (k lednu 2024). K tomu odehrál ještě 47 utkání ve Stanleyově poháru, dosáhl v nich 34 bodů (12 branek). Jeho synové William Nylander a Alexander Nylander jsou rovněž úspěšnými hokejisty. Dcera Jacquline Nylanderová Alteliusová je tenistkou.